# Уложа
Уложа (слч. Uloža) насељено је мјесто са административним статусом сеоске општине (слч. obec) у округу Љевоча, у Прешовском крају, Словачка Република.

## Становништво
| Година:    | 1994. | 2004.   | 2014.   | 2024.    |
| ---------- | ----- | ------- | ------- | -------- |
| Број људи: | 188   | 186     | 197     | 247      |
| Разлика:   |       | -1,06 % | +5,91 % | +25,38 % |

| Година:    | 2023. | 2024.   |
| ---------- | ----- | ------- |
| Број људи: | 241   | 247     |
| Разлика:   |       | +2,48 % |

Према подацима о броју становника из 2011. године насеље је имало 192 становника.